# Dalmática

Dalmática

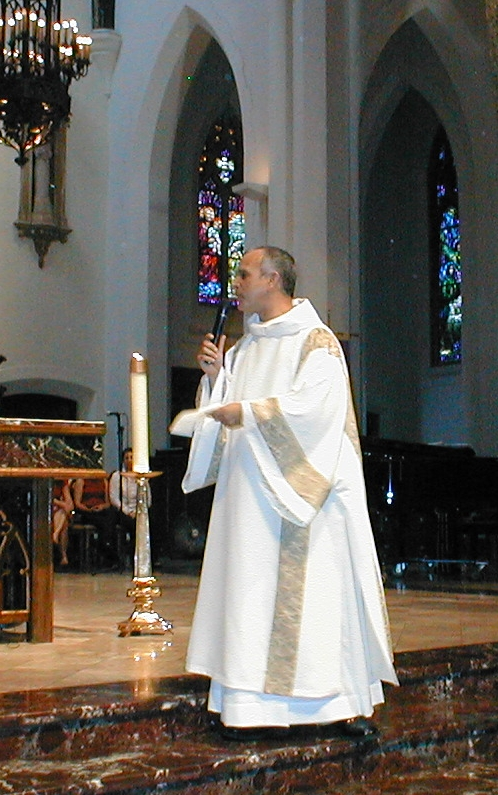
Diácono católico usando uma dalmática

Dalmática é o traje litúrgico próprio do diácono na Igreja Católica. É colocada sobre a alva (túnica) e a estola. É utilizada na celebração da missa.
Aberta dos lados, tem as mangas largas e curtas. O seu nome deriva de peça luxuosa de vestuário usada na Dalmácia (região ao sul da Europa), por volta do século II, adotada então pelos romanos.

## História
No Império Romano, a dalmática era uma túnica com listras largas (clavi) que às vezes eram trabalhadas com desenhos elaborados. Os dalmáticos se tornaram trajes típicos para as mulheres da classe alta na última parte do século III. Elas são retratados em alguns retratos funerários em mortalhas de Antinoópolis, no Egito romano.  Fontes literárias registram dalmáticas como presentes imperiais para os indivíduos. 
A dalmática como uma vestimenta de vestimenta bizantina foi adotada pelo czar Paulo I do Império Russo como coroação e vestimenta litúrgica. Nos ícones ortodoxos de Jesus Cristo como Rei e Grande Sumo Sacerdote ele é mostrado portando uma dalmática. 
Era uma peça normal de roupa na época em que as roupas eclesiásticas começaram a se desenvolver separadamente por volta do século IV, usadas por uma túnica mais longa pelas classes superiores e como a parte mais longa da vestimenta de homens de classe baixa.

## Uso pela igreja
A Igreja Cristã adotou a dalmática como veste litúrgica nas missas solenes para os clérigos encarregados de ler a epístola e o evangelho, por uma iniciativa do Papa Silvestre I (314 a 335), considerando que no tempo de São Cipriano, bispo de Cartago (249 a 258), já era uma veste usada no serviço do altar. Por ordem do Papa Eutiquiano (275 a 283), os mártires eram enterrados vestidos com dalmáticas.